# Мніхув (Свентокшиське воєводство)
Мніхув (пол. Mnichów) — село в Польщі, у гміні Єнджеюв Єнджейовського повіту Свентокшиського воєводства.
Населення — 963 особи (2011).
У 1975-1998 роках село належало до Келецького воєводства.

## Демографія
Демографічна структура на день 31 березня 2011 року:
|          | Загалом | Допрацездатний вік | Працездатний вік | Постпрацездатний вік |
| -------- | ------- | ------------------ | ---------------- | -------------------- |
| Чоловіки | 434     | 95                 | 291              | 48                   |
| Жінки    | 529     | 76                 | 348              | 105                  |
| Разом    | 963     | 171                | 639              | 153                  |